# Ascoglossum calopterum
Ascoglossum calopterum är en orkidéart som först beskrevs av Heinrich Gustav Reichenbach, och fick sitt nu gällande namn av Rudolf Schlechter. Ascoglossum calopterum ingår i släktet Ascoglossum och familjen orkidéer. IUCN kategoriserar arten globalt som akut hotad. Inga underarter finns listade i Catalogue of Life.